# Willow (cantante)
Willow, all'anagrafe Willow Camille Reign Smith (Los Angeles, 31 ottobre 2000), è un'attrice, musicista e produttrice discografica statunitense.
È la figlia di Will Smith e Jada Pinkett Smith e la sorella minore di Trey Smith e Jaden Smith. Smith ha debuttato come attrice nel 2007 nel film Io sono leggenda e in seguito è apparsa in Kit Kittredge: An American Girl al fianco di Abigail Breslin. Ha ricevuto uno Young Artist Award per la sua performance.
Willow ha iniziato la sua carriera musicale nell'autunno del 2010 con l'uscita dei singoli Whip My Hair e 21st Century Girl. Ha firmato un contratto con l'etichetta discografica di Jay-Z, la Roc Nation, diventando l'artista più giovane ad aver firmato con l'etichetta. Whip My Hair ha ottenuto particolare successo, raggiunto il numero 11 nella Billboard Hot 100 e il relativo video è stato nominato come video dell'anno ai BET Awards del 2011. Ha pubblicato il suo album di debutto, Ardipithecus, l'11 dicembre 2015.

## Biografia
Willow Smith è nata il 31 ottobre 2000 a Los Angeles, figlia dell'attrice e cantante Jada Pinkett Smith e dell'attore e musicista Will Smith. Ha due fratelli maggiori, l'attore e DJ, Trey Smith e l'attore e rapper Jaden Smith. Smith e i suoi fratelli sono ambasciatori della gioventù per il Progetto Zambi, che, in collaborazione con Hasbro, fornisce assistenza ai bambini dello Zambia resi orfani dall'AIDS.

### 2007-2013: recitazione e sforzi musicali
Willow ha fatto il suo debutto come attrice in Io sono leggenda insieme a suo padre. Il film successivo, Kit Kittredge: An American Girl, è stato pubblicato il 2 luglio 2008. Nel 2008, ha doppiato il personaggio della giovane Gloria in Madagascar 3, insieme a sua madre come Gloria più anziana.
Nel giugno 2009, la madre di Willow, Jada Pinkett Smith, ha annunciato in un'intervista su Lopez Tonight che Willow avrebbe pubblicato un album. Willow quindi pubblicò il suo primo singolo, Whip My Hair, che divenne platino negli Stati Uniti e raggiunse il numero 11. Nel Regno Unito il singolo raggiunse il numero 2. Willow poco dopo annunciò il suo prossimo singolo, 21st Century Girl. Dopo aver eseguito la canzone in The Oprah Winfrey Show, l'ha pubblicata il giorno successivo il 3 febbraio 2011. Il video è stato distribuito il 9 marzo 2011. Il 20 gennaio 2011, Will Smith ha annunciato che stava progettando di produrre un remake contemporaneo di il musical di Broadway, Annie con Willow nel ruolo della protagonista.
Il 6 ottobre 2011 è stato pubblicato Fireball, una collaborazione tra Smith e la rapper, Nicki Minaj. Fireball è stato un fallimento commerciale, non riuscendo a classificare in qualsiasi tipo di mercato musicale, ad eccezione della classifica R&B degli Stati Uniti, in classifica al numero 121. Era la sua prima canzone a mancare la Billboard Hot 100. Il produttore di Smith ha annunciato che avevano quasi finito di lavorare sul suo album di debutto, e che sarebbe stato presto realizzato. Ha anche detto che ha uno stile simile a Whip My Hair. Il titolo dell'album è stato successivamente annunciato come Knees and Elbows. È stato programmato per essere pubblicato verso aprile 2012, ma è stato successivamente annunciato che l'uscita sarebbe stata posticipata. Il 2 luglio 2012, Smith ha pubblicato il video musicale di I Am Me ai BET Awards. Il 17 luglio, ha pubblicato il suo quarto singolo, I Am Me tramite iTunes e Amazon.
Nell'estate del 2013, Smith e DJ Fabrega hanno iniziato un duo intitolato Melodic Chaotic. The Intro è stato pubblicato come primo lavoro, Summer Fling è stato pubblicato come secondo lavoro dei due il 6 luglio 2013. La canzone è stata ampiamente criticata per il suo tono maturo, l'uso della parola "scappare" e il falso accento inglese. Il 16 settembre 2013, Smith si è esibita al Summer Fling nella première della serie di The Queen Latifah Show.

### 2014-2018:3 EP,ArdipithecuseThe 1st
Il 24 ottobre 2014 Smith ha annunciato che avrebbe pubblicato il suo EP di debutto intitolato 3 il 31 ottobre 2014 gratuitamente tramite Google Play per un periodo di tempo limitato e il 10 novembre 2014, ma è stato successivamente trasferito al 17 novembre 2014 tramite iTunes. Lo stesso giorno, ha tenuto un concerto a New York City presso The FADER Fort, dove ha suonato brani scelti del suo nuovo EP tra cui 8 e 9 con SZA. Ha anche suonato 5 con suo fratello, Summer Fling, e una nuova interpretazione del suo famoso successo, Whip My Hair.

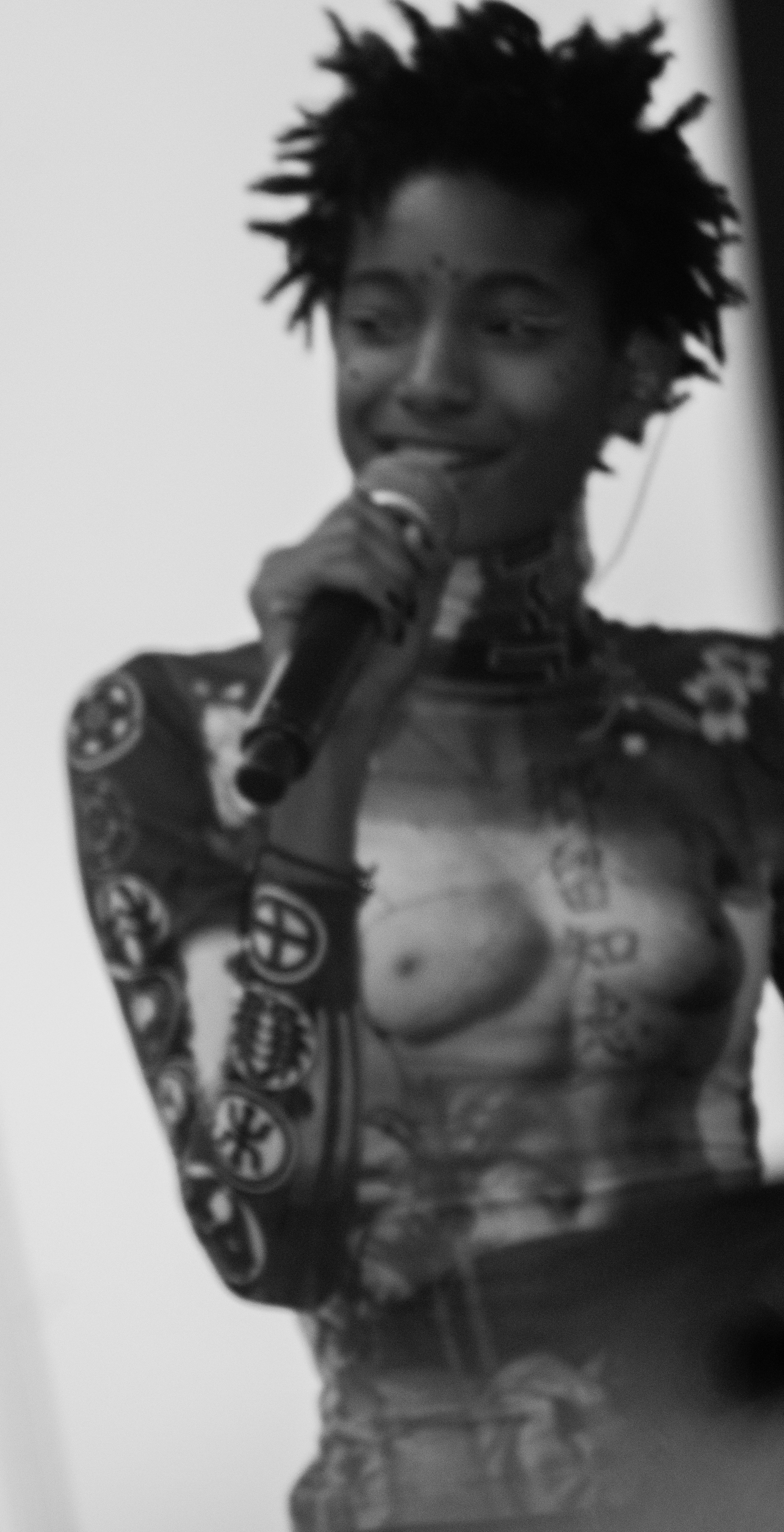
Willow Smith nel 2015

Smith ha pubblicato un nuovo singolo intitolato F-Q-C # 7 il 7 maggio 2015. Dopo l'uscita, a settembre, un video della traccia Why Don't You Cry su iD, Willow ha pubblicato a sorpresa il suo primo album, Ardipithecus, l'11 dicembre 2015. Il disco contiene il brano Wait a Minute!, entrato in diverse classifiche nel 2022 dopo essere diventato virale su TikTok.
Il giorno del suo compleanno, il 31 ottobre 2017, ha pubblicato il suo secondo album, The 1st, che è elogiato per il suo sviluppo musicale, in particolare la capacità di Willow di creare musica seguendo i suoi predecessori R&B degli anni '90, nonostante non fosse ancora nata. Ha fatto un tour dell'album con Jhene Aiko al fianco di St. Beauty, Kodie Shane e Kitty Cash fino alla fine del 2017.
A partire dal 2019, conduce il talk show di Facebook watch Red Table Talk insieme a sua madre e sua nonna, Adrienne Banfield-Norris .

### 2019-2020:WilloweThe Anxiety
Il 24 giugno 2019, Willow Smith ha annunciato il suo terzo album in studio, Willow. L'album è stato pubblicato il 19 luglio 2019 ed è stato co-prodotto con Tyler Cole, con il quale pubblicherà l'album The Anxiety nel 2020, con il loro eponimo duo.

### 2021-2023:Lately I Feel EverythingeCoping Mechanism
Nell'aprile 2021 collabora col batterista Travis Barker nel singolo Transparent Soul, per poi pubblicare a luglio il suo quarto album Lately I Feel Everything.
Il 4 febbraio collabora al singolo Emo Girl di Machine Gun Kelly.

### 2024-oggi:Empathogen
Il 3 maggio 2024 pubblica il suo sesto album in studio Empathogen, che è stato anticipato dal singolo sympton of life.

## Vita privata
Nel giugno 2019, Smith si è dichiarata bisessuale, affermando: "Amo gli uomini e le donne allo stesso modo". Ha anche menzionato il suo sostegno alle relazioni poliamorose e il suo desiderio di averne una.

## Discografia

### Album in studio
- 2015 – Ardipithecus
- 2017 – The 1st
- 2019 – Willow
- 2021 – Lately I Feel Everything
- 2022 – Coping Mechanism
- 2024 – Empathogen

### EP
- 2014 – 3
- 2020 – Rise (con Jahnavi Harrison)
- 2023 – Willow:Live At Electric Lady

### Singoli
- 2010 – Whip My Hair
- 2011 – 21st Century Girl
- 2011 – Fireball (feat. Nicki Minaj)
- 2015 – F Q-C # 7
- 2017 – Romance
- 2020 – Hey, You! (con The Anxiety e Tyler Cole)
- 2021 – Transparent Soul (feat. Travis Barker)
- 2021 – Lipstick
- 2022 – Purge (feat. Siiickbrain)
- 2022 – Where you are (con PinkPantheress)
- 2022 – Memories (con Yungblud)
- 2022 – Maybe It's My Fault
- 2022 – Hover like a Goddess
- 2022 – Curious/Furious
- 2022 – Split
- 2023 – Alone
- 2024 – Symptom of life
- 2024 – Bigfeelings
- 2024 – Run!

### Con The Anxiety
Album
- 2020 – The Anxiety

Singoli
- 2020 – Hey You!
- 2021 – Meet Me at Our Spot

## Filmografia

### Cinema
- Io sono leggenda (I Am Legend), regia di Francis Lawrence (2007)
- Kit Kittredge: An American Girl, regia di Patricia Rozema (2008)

### Televisione
- True Jackson, VP- serie TV, 2 episodi (2009-2010)

Web show
- Red Table Talk - programma TV, 129 episodi (2018- in corso)

### Doppiatrice
- Baby Gloria in Madagascar 2, Buon Natale, Madagascar!